# Smyrna (Washington)
Smyrna az Amerikai Egyesült Államok északnyugati részén, Washington állam Grant megyéjében elhelyezkedő önkormányzat nélküli település.
Smyrna postahivatala 1911 és 1964 között működött. A település nevét az ókori Szmirna (ma İzmir) városról kapta.

## Fordítás
Ez a szócikk részben vagy egészben  a   Smyrna, Washington című angol Wikipédia-szócikk ezen változatának fordításán alapul.  Az eredeti cikk szerkesztőit annak laptörténete sorolja fel. Ez a jelzés csupán a megfogalmazás eredetét és a szerzői jogokat jelzi, nem szolgál a cikkben szereplő információk forrásmegjelöléseként.